# Reichenturm
Reichenturm (grnłuż. Bohata wěža, pot. krzywa wieża) – dawna wieża obronna, pozostałość średniowiecznych murów miejskich w Budziszynie, zlokalizowana na wschodnim skraju Starego Miasta, przy ulicy Reichenstraße i Kronmarkt.

## Historia
Wieża pierwotnie pełniła funkcje obronne. Została wzniesiona w XIV lub XV wieku na wcześniej istniejącej podbudowie. Początkowo miała kształt okrągły i drewniany, stożkowaty dach. Była kilkakrotnie niszczona podczas kolejnych wojen i oblężeń. W 1620 została podpalona, a odbudowano ją w latach 1627-1628. W 1639 wojska szwedzkie ponownie ją zniszczyły. Po odbudowie strawił ją kolejny pożar w 1686. Odbudowa zajęła dziesięć lat, po czyn znów spłonęła w 1709. W 1718 postanowiono nie odbudowywać więźby z drewna. Wykonano wówczas solidną konstrukcję z barokowym hełmem, według projektu J. Christopha von Naumanna (po nadbudowie tej ciężkiej części budowla uległa przechyłowi i uzyskała nazwę "krzywej wieży"). Wieża ucierpiała ponownie podczas II wojny światowej (fundamenty zostały tak znacznie uszkodzone, że groziła zawaleniem). Mimo że sugerowano jej rozbiórkę, została ponownie odbudowana. W latach 1991–1993 remontowano ją częściowo, a w 2016 dokonano gruntownego remontu barokowej kopuły.

## Architektura
Wieżę zdobi relief cesarza Rudolfa II Habsburga.

## Punkt widokowy
Budowla stanowi punkt widokowy, z którego dobrze widoczny jest układ urbanistyczny miasta.